# LSV Immelmann Breslau
LSV Immelmann Breslau – niemiecki klub piłkarski z siedzibą we Wrocławiu, działający w latach 1940–1944.

## Historia
W 1940 został założony wojskowy klub LSV Immelmann Wrocław, który reprezentował lotników Luftwaffe. W sezonie 1942/43 debiutował w Gauliga Niederschlesien, w której zajął 8 miejsce. W następnym sezonie 1943/44 połączył się z klubem SC Hertha Breslau i pod nazwą KSG Hertha/LSV Immelmann Breslau kontynuował występy.
W październiku 1944 klub został rozwiązany.